# Kepler-23
Kepler-23 — звезда в созвездии Лебедя. Находится на расстоянии около 2609 световых лет от Солнца. Вокруг звезды обращаются, как минимум, две планеты и один неподтверждённый кандидат в планеты.

## Характеристики
Kepler-23 представляет собой звезду 13,438 видимой величины с массой и радиусом, равными 1,11 и 1,52 солнечных. На данный момент неизвестно, к какому спектральному классу она принадлежит. Но, судя по массе, размерам и температуре поверхности, это карлик либо субгигант.

## Планетная система

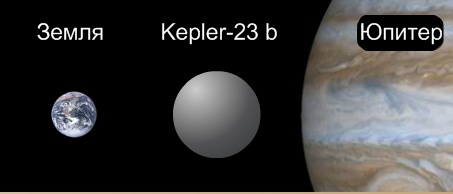
Сравнительные размеры Земли, Kepler-23 b и Юпитера.

В 2012 году группой астрономов, работающих с данными, полученными орбитальным телескопом Kepler, было объявлено об открытии двух планет в системе. Периоды их обращения относятся как два к трём. Полный оборот вокруг родительской звезды планета Kepler-23 b совершает за 7,1 суток, а планета Kepler-23 c — за 10,7 суток. Обе они вращаются очень близко к звезде, поэтому температура их атмосфер весьма высока. Максимальная масса планеты b составляет 80 % массы Юпитера (оценка реальной массы — около 5 земных), при этом по радиусу планета в 2 раза больше Земли . Планета c массивнее и крупнее, и относится к нептунам: она в 3 раза больше Земли по радиусу, максимальная масса — 270 % Юпитерианских, оценочная реальная — 15 земных.
Данные, полученные телескопом, говорят о возможном присутствии третьей планеты, Kepler-23 d, орбита которой лежит ненамного дальше первых двух. Период обращения её равен 15,2 суткам. Однако эти данные требуют дальнейшей проверки.